# Caprorhinus isoanalae
Caprorhinus isoanalae är en insektsart som beskrevs av Wintrebert 1972. Caprorhinus isoanalae ingår i släktet Caprorhinus och familjen Pyrgomorphidae. Inga underarter finns listade i Catalogue of Life.